# Новиков, Михаил Леонтьевич
Михаил Леонтьевич Новиков (1915—1957) — учёный, изобретатель и конструктор, доктор технических наук, лауреат Ленинской премии.

## Биография
Родился 25 марта (7 апреля) 1915 года в семье рабочего-металлиста в Иваново-Вознесенске (по другим данным — в расположенной неподалёку д. Юриково Авдотьинской волости Шуйского уезда, ныне Ивановского района).
С 16-летнего возраста работал на заводе учеником слесаря, слесарем и бригадиром. В 1934 году поступил в МВТУ. После второго курса призван в РККА и зачислен слушателем Военно-воздушной инженерной академии имени Жуковского.
В 1940 году окончил академию и работал там же на кафедре «Конструкция авиационных двигателей»: младший преподаватель, старший преподаватель, доцент, профессор, начальник кафедры. Последнее воинское звание — полковник. Доктор технических наук (1955).
Главное конструкторское изобретение — косозубая зубчатая пространственная передача с новым зацеплением, обладающим повышенной несущей способностью (зубчатая передача Новикова). Также был автором многих других изобретений.
Умер в 1957 году в возрасте 42 лет. Похоронен на Головинском кладбище в Москве.
Ленинская премия 1959 года (посмертно). Награждён орденом Красной Звезды и пятью медалями.